# 池田航 (俳優)
池田 航（いけだ こう、1995年5月1日 - ）は、日本の俳優、タレントである。富山県南砺市出身。株式会社L4所属。

## 来歴
- 2018年に開催されたTOKYO MX2ドラマ「鎧勇騎 月兎」の主演オーディションでグランプリを獲得。翌2019年4月からTOKYO MX2で放送が開始された同番組で主演デビュー。TBS「グランメゾン東京」の第6話からチームグラメの一員である金井勝也役でレギュラー出演。
- 2021年2月7日にTikTokフォロワー数100万人を達成。
- 2023年4月3日より朝の情報番組「ZIP!」にレギュラー出演。俳優の伊藤楽とバディを組み、『旅するエプロン 〜30秒のごちそう〜』コーナー（8時40分ごろから）を担当する[1][2]。

## 人物
- 高岡龍谷高等学校調理科を卒業。TikTokで料理男子として人気を集めている[3][4][5]。調理師免許と食育インストラクターの資格を持つ。料理は趣味であり、またストレス解消法のひとつでもあるという[6]。調理師、食育インストラクター、スーパーフードプランナー、たまごソムリエの資格を取得している。
- 特技：アクション、バスケットボール、乗馬（乗馬5級ライセンス保有）。

## 出演

### ドラマ
- 鎧勇騎 月兎（2019年4月 - 10月、TOKYO MX2） - 主演・暁月優輝 役
- グランメゾン東京（2019年11月 - 12月、TBS） - 金井勝也 役
- Jヒーローズ 第6 - 7話（2020年3月、TOKYO MX2） - 鎧勇騎月兎 役（声）
- NHK BSプレミアム特番・決戦!関ヶ原（2020年12月、BSプレミアム） - 小早川秀秋 役
- ホットママ（2020年3月 - 4月、Amazonプライム） - デザイナー高橋 役
- 歴史探偵（2021年4月、NHK） - 小早川秀秋 役
- サレタガワのブルー（2021年8月31日、MBS、TBS） - イケメン後藤 役
- 連続テレビ小説 ちむどんどん（2022年4月11日 - 9月30日、NHK） - 桃木雄三 役
- J-BOT ケロ太 （2023年5月 - 、TOKYO MX2） - 鬼龍院匠 役
- 妖ばなし 第91話「迷わし神」（2023年8月26日 、TOKYO MX2） - 皆山理人 役

### テレビアニメ
- Jヒーローズ THE ANIMATION（2020年、TOKYO MX） - 鎧勇騎月兎 役
- 忍者コレクション（2020年、テレビ東京）
- 闇芝居・第八期（2021年、テレビ東京）

### 映画
- やがて海へと届く（2022年4月、中川龍太郎監督） -  川崎拓海 役
- 4日間 FOUR DAYS, TOKIO（2023年11月、中西健二監督） - 時夫 役[7]

### 情報番組
- ZIP! 「旅するエプロン 〜30秒のごちそう〜」（2023年4月3日 -  、日本テレビ系列）[1]
- ライブBBT「ＫＯＨ×富山のうまいもん」（2024年 - 、富山テレビ）

### バラエティ番組
- フルサタ!「モテ料理 KOH Cooking」（2020年1月 - 2023年9月 、富山テレビ）
- 戦国炒飯TV 〜なんとなく歴史が学べる映像〜（2020年8月 - 、TOKYO MX）
- 家事ヤロウ!!!（2020年10月、テレビ朝日）
- 魔女に言われたい夜〜正直過ぎる品定め〜（2021年1月、2022年5月、フジテレビ）
- 逆転人生（2021年2月、NHK） - 主演：村山太一 役
- ヒロミ・指原の“恋のお世話始めました”（2021年10月1日（#45）、3月31日（#118）、テレビ朝日）
- 埼玉の逆襲（2021年11月 - 、J:COM）
- ソレダメ!〜あなたの常識は非常識!?〜（2022年3月、テレビ東京）
- ポップUP! 火曜コーナー「かなでの限界コスパツアー」（2022年、フジテレビ）
- 池田航のふふふレシピ♪ （2024年11月 - 、北日本放送）[8]

### アプリ番組の出演
- CHECK「家事男子」（2019年6月 - 7月）
- CHECK「おいしい時間」「生活空間」「Beauty Room」「ファッションセレクト」（2019年8月 - 2020年2月）
- au PAY マーケット（2020年3月 - 2021年7月）

### 舞台
- カプセル兵団超外伝 アクティブイマジネーション朗読劇「中国神話の世界」
- カプセル兵団超外伝 アクティブイマジネーション朗読劇「時系列に入らないギリキャ神話」
- リーディングシアター シャーロック・ホームズシリーズ「緋色の研究」「四つの署名」（2024年5月4日、サンシャイン劇場）[9]

### CM
- シロカ（2019年12月 - 2020年6月）
- ファクトリージャパングループ（2020年4月）
- TikTok（2021年6月 - ）

### PV
- ソラミズツキヒ「海へ」（2019年10月23日）
- ゆいにしお「She's Feelin' good」（2020年9月）

## 著書
- 簡単なのに褒められる! たまごだらけの癒しレシピ（2022年3月28日、KADOKAWA/角川書店） ISBN 978-4-04-605482-1